# Attila József
Attila József, född 11 april 1905 i Ferencváros, död 3 december 1937 i Balatonszárszó, var en ungersk poet. Han räknas som en av de största moderna ungerska diktarna, och hans verk har översatts till flera olika språk.

## Biografi

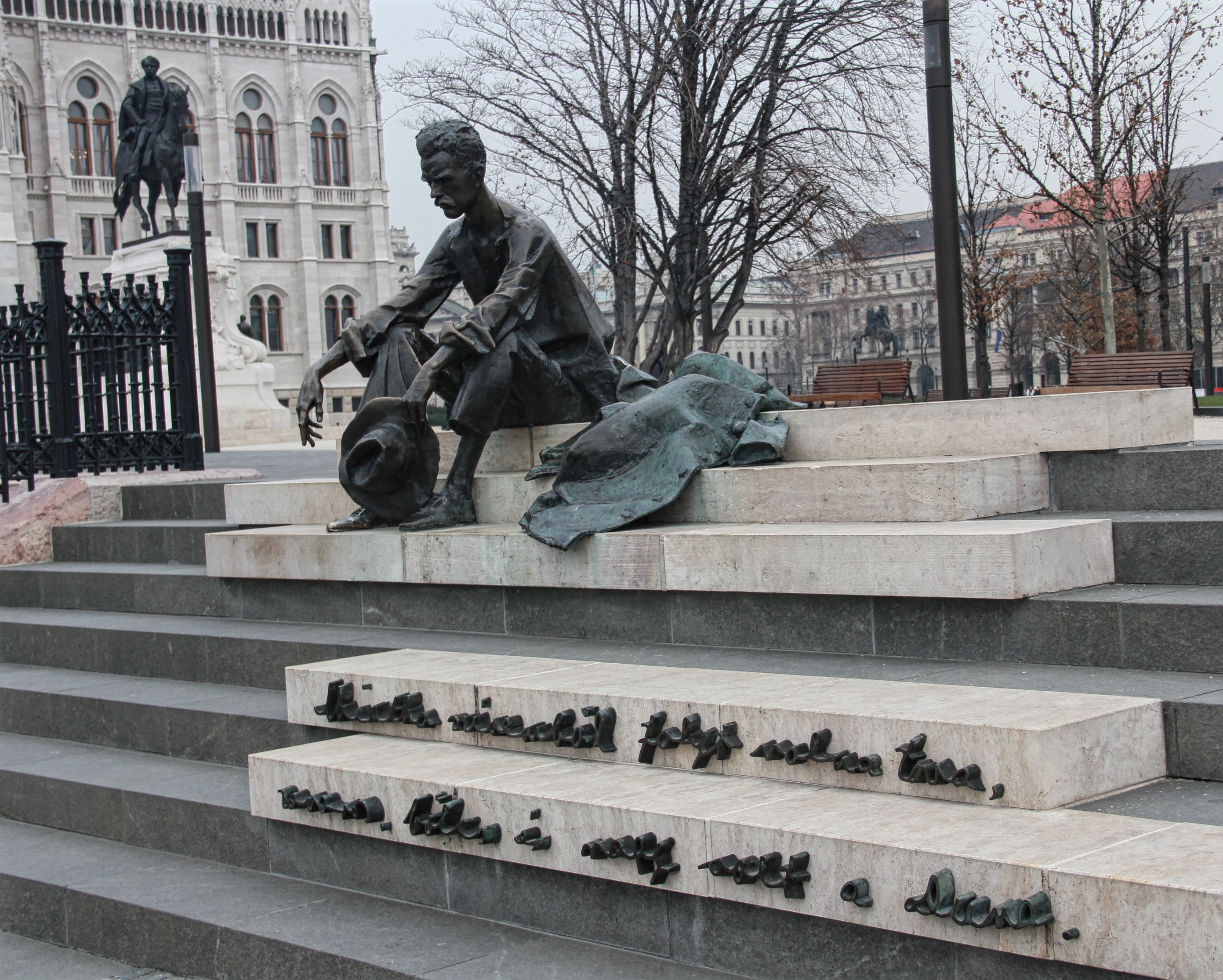
Staty av Attila József framför parlamentsbyggnaden i Budapest.

József föddes i en arbetarfamilj, och hans barndom präglades av fattigdom och förnedring. Flera gånger under sin ungdom försökte han begå självmord. Han studerade på Szegeds universitet, men blev avstängd 1924 för att ha skrivit revolutionära dikter. Han studerade senare i Wien 1925 och på Sorbonne i Paris 1926–1927, där han läste klassiska franska poeter som François Villon, samt filosofer som Marx och Hegel. 1927 återvände han till sitt hemland, och blev medlem i det av Horthy-regimen förbjudna Ungerns kommunistiska parti 1930. Känslan av ensamhet, utsatthet och utstötthet i 1930-talets Ungern, med ekonomisk kris och växande krigshot, förvärrade hans neuros, som slutligen ledde till självmord 1937.
József skrev politisk poesi, kärlekslyrik och djupgående självanalytiska dikter. Smärta, ångest och intighet uttrycks med en saklig ton, föränderligheten, ensamheten och osäkerheten är det enda säkra.
Dikter av József finns bl.a. utgivna på svenska i antologierna ”Ungersk dikt” (1944) och ”Sex ungerska poeter” (1968), samt tolkade av Ove Berglund i "En eld som bränner mig" (2004).
Attila József-priset ges ut i Ungern till minne av József sedan 1951.

### På svenska
- "Björndans" och "På min födelsedag" (översättning Géza Thinsz). I antologin Sex ungerska poeter (Bonnier, 1968) s. 11, 26–27
- "Utanför byn", "Rök", "Mor", "Sommar" och "Sen du gått" (översättning János Csatlós). I Svenska Dagbladet, 22/3 1992
- "Sommar", "Vid gles skog" och "Vad tror ni på…" (översättning János Csatlós). I Lyrikvännen, 1992; årg. 6, sid. 321–323
- En eld som bränner mig. I urval och tolkning av Ove Berglund. Brända Böcker, 2004. ISBN  91-631-2239-1